# Kämpinge församling
Kämpinge församling var en församling/socken  i Lunds stift i nuvarande Vellinge kommun.  Församlingen uppgick 1633 i Rängs   församling.
Kyrkplatsen används idag för utomhusgudstjänster och dop.

## Administrativ historik
Kämpinge församling, tillsammans med Maglarp församling, utgjorde ett pastorat innan 1632.
Kyrkan byggdes på 1400-talet i Kämpinge. Vid 1600-talets början var kyrkan så förstörd av flygsand att den var oandvändbar. Byn hade drabbats av ekonomiska svårigheter som följd av flygsanden och hade inte råd att uppehålla kyrkan. Danske kungen Kristian IV beslutade 5 november 1632 att kyrkan skulle rivas och när detta skett uppgick församlingen/socknen i Rängs församling. Vid tiden för kyrkans rivning fanns det en prästgård och en klockaregård i byn, båda förfallna.

## Kyrkoherdar
| Ämbetstid | Namn             | Levnadstid | Kommentar                                                     |
| --------- | ---------------- | ---------- | ------------------------------------------------------------- |
| 1556—1564 | Hans Christensen |            | Kan ha innehavt ämbetet före och efter sin ämbetstid.         |
| 1573—1584 | Niels Truelsson  |            | Pastor, kan ha innehavt ämbetet före och efter sin ämbetstid. |
| 1590—1603 | Henrik Jakobsen  |            | Kan ha innehavt ämbetet före och efter sin ämbetstid.         |
| 1610—1632 | Hanns Niellssön  | —1632      | Pastor.                                                       |